# Relógio de pulso
O relógio de pulso é um relógio especialmente adaptado para se usar no punho.

## História
O primeiro modelo que se conhece foi feito cerca de 1814 pelo relojoeiro Abraham Louis Breguet, por encomenda de Carolina Murat, princesa de Nápoles e irmã de Napoleão Bonaparte.
A invenção é ainda atribuída, mais tardiamente, em 1868, a Antoni Patek e Adrien Philippe, fundadores da empresa Patek-Phillipe. O modelo tornou-se rapidamente popular como adereço tipicamente feminino a partir dessa altura.
No início do século XX o aeronauta brasileiro Santos Dumont, por necessitar deste modelo por razões práticas, pois tinha as mãos sempre ocupadas em seus balões, pediu ao seu amigo joalheiro, Louis Cartier, que lhe fizesse um relógio de pulso especial. Cartier colocou então uma pulseira de couro num dos maiores modelos de relógio de pulso femininos da sua colecção, e em março de 1904 ofereceu-o a Santos-Dumont. Este episódio leva a que se considere Santos Dumont como o responsável pela popularização do relógio de pulso entre os homens.
A Primeira Guerra Mundial foi o marco definitivo no uso do relógio de pulso, já que os soldados precisavam de um jeito prático de saber as horas.

## Tipos de relógio de pulso

### Relógios de quartzo

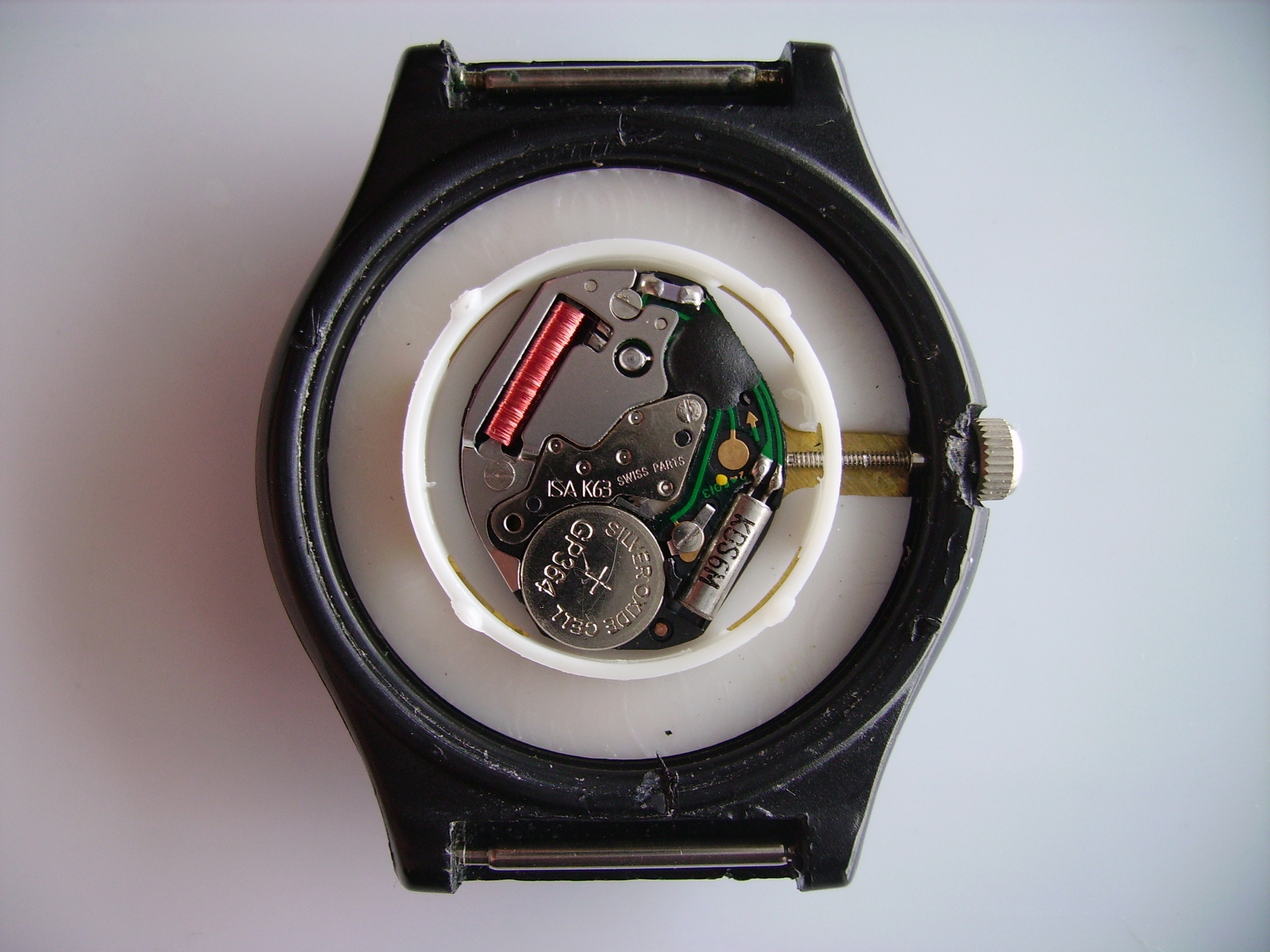
Interior de um relógio de pulso de quartzo.

Relógios de quartzo, o tipo mais comum de relógios, oferecem precisão e estabilidade. Uma pequena peça de quartzo oscila a  32.768 vibrações por segundo para garantir a precisão do tempo, que explica o facto destes relógios perderem apenas 10 segundos por mês. E mais, os relógios de quartzo não exigem corda e precisa apenas trocar a bateria uma vez a cada um ou dois anos. Estes relógios têm vários estilos diferentes: analógico, digital e analógico-digital.

### Relógios mecânicos

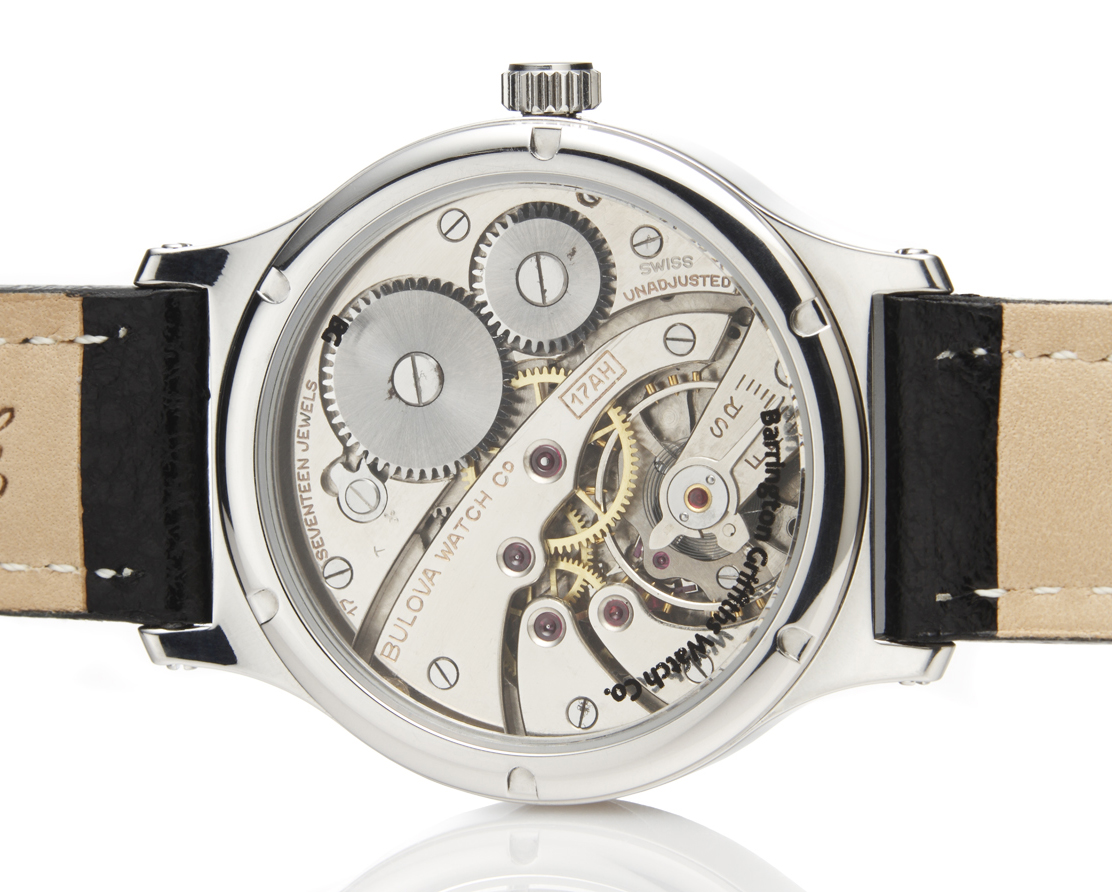
Interior de um relógio de pulso mecânico.

Os relógios mecânicos são os mais tradicionais e, normalmente, mais caros do que os de quartzo devido à habilidade e ao custo do trabalho exigidos para se criar uma peça complexa. Estes dependem de uma mola (a mola principal) para oferecer energia ao oscilador (quase sempre uma roda chamada de "roda de balanço") conforme gira. A roda oscila  cerca de 28.000 vezes por hora, o que significa que o relógio pode perder vários segundos num mesmo mês.

## Recursos
Relógios com calendário:

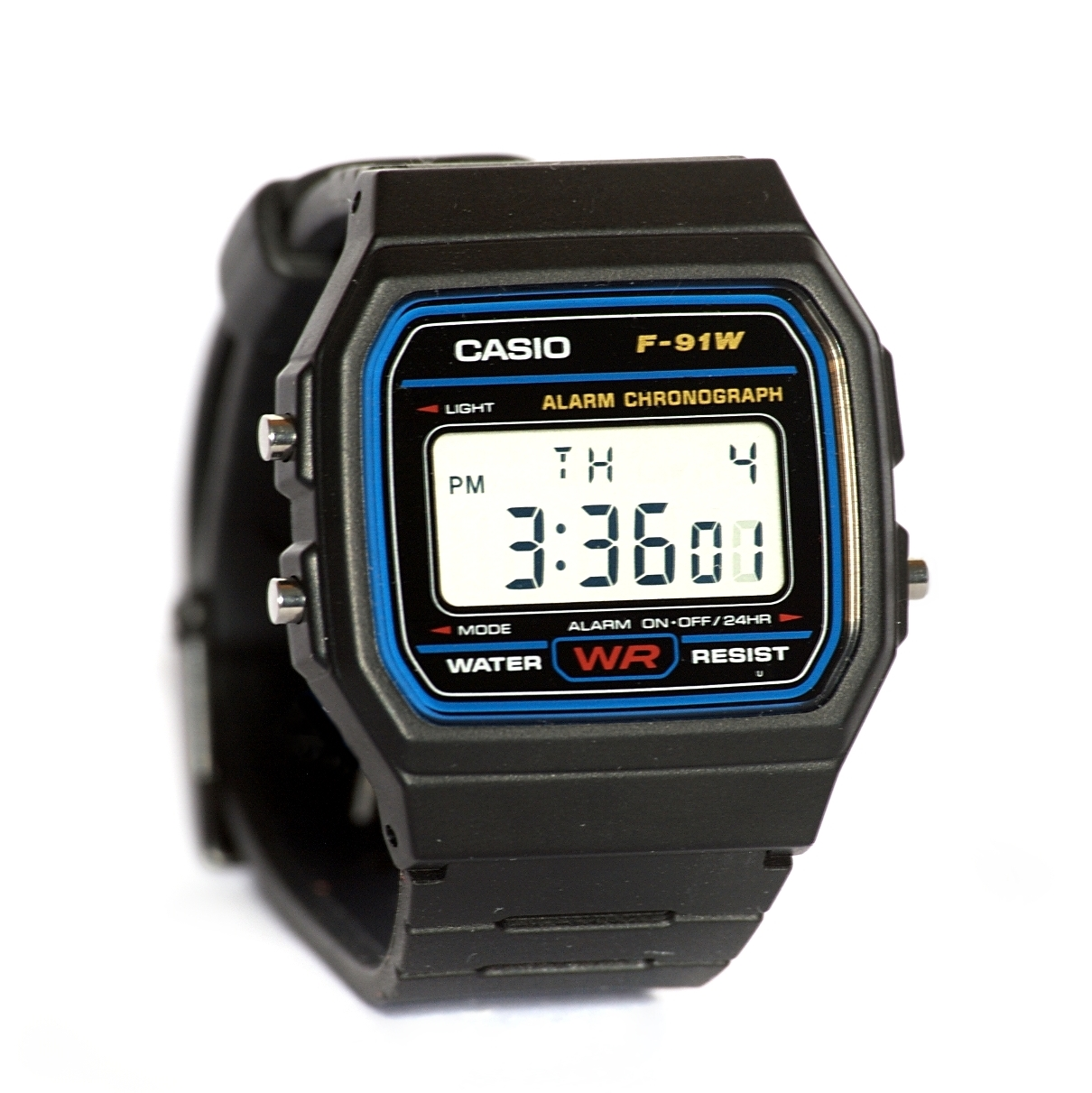
Relógio de pulso digital.

Relógios com a data. Mostram a data e o dia da semana. Relógios com calendário completo mostram a data, dia da semana e mês.
Relógios com cronógrafo:
O cronógrafo age como um medidor do tempo passado. Os cronógrafos podem vir com frações de segundos para medir dois tempos separados simultaneamente ou consecutivamente.
Relógios com taquímetro:
As escalas de taquímetro, localizadas ao redor do aro de um relógio, medem a média de velocidade calculando o tempo e distância. São usados junto com o cronômetro.
Relógios com as fases da lua:
Relógios com mostradores das fases da Lua indicam as fases da lua com uma imagem num giro rotativo.
Relógios com toubillions:
Alguns relógios mecânicos possuem tourbillions, pequenos mecanismos que ajudam a eliminar possíveis erros de medição.
Relógios à prova d´água:
Normalmente descrito no mostrador ou caixa, um relógio a prova d´água é medido em pés, metros ou atmosferas. Relógios que são resistentes à água a 30 metros são à prova de espirros de água. Resistência de até 50 metros indica que pode usá-lo no chuveiro. Uma resistência de até 100 metros indica que pode usar o relógio na piscina. Relógios com uma resistência acima de 200 metros podem ser usados em mergulho.
Relógios GMT:
Os relógios com função GMT indicam as horas em diferentes fusos-horários. Pode escolher o nome de uma cidade importante num determinado fuso para ver as horas naquela região.

## Relógios de pulso notáveis
Em novembro de 2016, um relógio de pulso da Patek Phillipe foi vendido por mais 10 milhões de euros, tornando-se o mais caro relógio de pulso já alguma vez vendido num leilão. O relógio é todo construído em aço inoxidável e data de 1943.